# 창원지방법원 진주지원
창원지방법원 진주지원은 창원지방법원 관할 사건 중에서 진주시, 사천시, 하동군, 남해군, 산청군을 관할하는 사건을 관할하는 법원이다.

## 관할
- 재판관할구역: 진주시, 사천시, 하동군진교면진교월운리, 남해군, 산청군
- 등기관할구역: 진주시
- 즉결관할구역: 진주경찰서

## 지원장
| 순번 | 이름   | 재임 기간                          |
| ---- | ------ | ---------------------------------- |
| 1대  | 박진구 | 1948년 7월 28일 ~ 1951년 5월 30일  |
| 2대  | 이화종 | 1951년 6월 16일 ~ 1954년 9월 22일  |
| 3대  | 권오규 | 1954년 10월 5일 ~ 1956년 1월 16일  |
| 4대  | 장준택 | 1956년 1월 17일 ~ 1957년 10월 21일 |
| 5대  | 강중완 | 1957년 10월 22일 ~ 1961년 8월 25일 |
| 6대  | 추재엽 | 1961년 8월 26일 ~ 1961년 12월 27일 |
| 7대  | 이종표 | 1961년 12월 28일 ~ 1963년 2월 27일 |
| 8대  | 한석규 | 1963년 2월 28일 ~ 1969년 4월 6일   |
| 9대  | 이중근 | 1969년 4월 7일 ~ 1974년 1월 26일   |
| 10대 | 김두석 | 1974년 2월 1일 ~ 1977년 1월 3일    |
| 11대 | 류지원 | 1977년 1월 4일 ~ 1977년 12월 30일  |
| 12대 | 윤석명 | 1977년 12월 31일 ~ 1978년 9월 17일 |
| 13대 | 조수봉 | 1978년 9월 18일 ~ 1979년 8월 31일  |
| 14대 | 안용득 | 1979년 9월 1일 ~ 1981년 1월 5일    |
| 15대 | 권연상 | 1981년 1월 6일 ~ 1982년 8월 31일   |
| 16대 | 조무제 | 1982년 9월 1일 ~ 1984년 8월 31일   |
| 17대 | 안병국 | 1984년 9월 1일 ~ 1986년 4월 30일   |
| 18대 | 정성균 | 1986년 5월 1일 ~ 1987년 8월 31일   |
| 19대 | 정태웅 | 1987년 9월 1일 ~ 1989년 2월 28일   |
| 20대 | 고왕석 | 1989년 3월 1일 ~ 1990년 2월 28일   |
| 21대 | 권남혁 | 1990년 3월 1일 ~ 1991년 2월 10일   |
| 22대 | 이정구 | 1991년 2월 11일 ~ 1992년 8월 20일  |
| 23대 | 정은환 | 1992년 8월 21일 ~ 1993년 8월 31일  |
| 24대 | 서희석 | 1993년 9월 5일 ~ 1995년 2월 19일   |
| 25대 | 윤병각 | 1995년 2월 21일 ~ 1996년 2월 19일  |
| 26대 | 윤승진 | 1996년 2월 20일 ~ 1997년 2월 20일  |
| 27대 | 이인복 | 1997년 2월 21일 ~ 1998년 2월 19일  |
| 28대 | 고종주 | 1998년 2월 20일 ~ 1999년 2월 20일  |
| 29대 | 백창훈 | 1999년 2월 21일 ~ 2000년 2월 17일  |
| 30대 | 신우철 | 2000년 2월 18일 ~ 2002년 2월 17일  |
| 31대 | 박흥대 | 2002년 2월 18일 ~ 2003년 9월 14일  |
| 32대 | 우성만 | 2003년 9월 15일 ~ 2005년 2월 20일  |
| 33대 | 이수철 | 2005년 2월 21일 ~ 2007년 2월 20일  |
| 34대 | 박효관 | 2007년 2월 21일 ~ 2009년 2월 22일  |
| 35대 | 최윤성 | 2009년 2월 23일 ~ 2011년 2월 27일  |
| 36대 | 문형배 | 2011년 2월 28일 ~ 2012년 2월 15일  |
| 37대 | 강후원 | 2012년 2월 27일 ~ 2014년 2월 23일  |
| 38대 | 김동윤 | 2014년 2월 24일 ~ 2016년 2월 21일  |
| 39대 | 이승택 | 2016년 2월 22일 ~ 2017년 2월 20일  |
| 40대 | 최성배 | 2017년 2월 20일 ~ 현재             |

## 조직
- 사무과
  - 사무과장
  - 서무계장
  - 서무, 도서
  - 용도
  - 회계
  - 지출
  - 가족관계등록담당관
  - 호적
  - 당직실
  - 교환
  - 법원견학안내
- 민형과
  - 민형과장
  - 제1,2민사부
  - 제1~3민사단독
  - 제5민사단독(소액)
  - 제8민사단독(조정, 제4형사단독
  - 가사합의, 단독
  - 제1,2형사부
  - 제1~2 형사단독
- 접수계
  - 민원안내계장
  - 약식
  - 가사비송, 채권배당
  - 기타문서,접수
  - 보관금
  - 사건접수
  - 사건접수보조
  - 지급명령, 공시최고
  - 제증명, 열람등사
  - 재산명시, 재산조회
  - 기타집행
  - 기타신청(집행해제)
  - 가압류, 가처분
  - 공탁
  - 서무, 경매접수
  - 신청계장
- 경매계
  - 민원안내
  - 경매1~5계
- 등기과
  - 등기과장
  - 조사1~3계
  - 등기접수
  - 등초본
- 기타
  - 집행관실
  - 구내식당
  - 구내농협

## 재판 개정
- 월요일: 제12민사단독(재산명시), 제14민사단독(증거보전/민사비송 등)
- 화요일: 제1가사부, 제1가사단독, 제2형사단독
- 수요일: 제1민사부, 제2민사부, 제3민사단독, 제8민사단독(조정), 제1형사단독, 제4형사단독
- 목요일: 제1민사단독, 제5민사단독(소액), 제2형사단독
- 금요일: 제1민사부, 제2민사부, 제1형사부, 제2형사부, 제2가사부, 제2민사단독, 제1형사단독

## 시군법원
- 하동군법원
- 사천시법원
- 남해군법원
- 산청군법원